# Wyszków
Wyszków is een stad in het Poolse woiwodschap Mazovië, gelegen in de powiat Wyszkowski. De oppervlakte bedraagt 20,78 km², het inwonertal 26.948 (2005).

## Verkeer en vervoer
- Station Rybienko
- Station Wyszków

## Geboren
- Mordechaj Anielewicz (1919-1943), leider van de Żydowska Organizacja Bojowa tijdens de Opstand in het getto van Warschau gedurende de Tweede Wereldoorlog